# Sk8er Boi
Sk8er Boi (Aussprache: skeɪtər bɔɪ) ist ein Lied der französisch-kanadischen Pop-Rock-Sängerin Avril Lavigne aus dem Jahr 2002.

## Hintergrund
Das Lied wurde von der Interpretin selbst, gemeinsam mit dem Produzenten-Trio The Matrix (bestehend aus Lauren Christy, Graham Edwards und Scott Spock), geschrieben beziehungsweise komponiert. Das Produzenten-Trio war darüber hinaus für die Produktion verantwortlich.
Die Erstveröffentlichung von Sk8er Boi erfolgte als Teil von Avril Lavignes Debütalbum Let Go am 4. Juni 2002. Am 27. August 2002 erschien zunächst ein Promo-Tonträger, am 9. September 2002 erschien das Lied als Airplay und schließlich am 21. Oktober 2002 erstmals als offizielle Singleauskopplung, die zweite nach Complicated aus Let Go.

## Inhalt
In dem vom Produktionsteam The Matrix produzierten Song geht es um eine jugendliche Balletttänzerin, die einen Jungen verschmäht, den sie eigentlich insgeheim liebt, da dieser aufgrund seines Skater-Lebensstils von ihren Freunden gemieden wird. Fünf Jahre später sieht sie ihn als Rockstar auf MTV wieder; sie selbst hat bereits ein Baby und wurde sitzen gelassen. Ihre einst auf ihn herabsehenden Freunde sind mittlerweile Fans seiner Musik. Auf einem seiner Konzerte trifft sie jedoch nicht nur auf ihn, sondern auch auf seine jetzige Freundin, die ihr erklärt, sie hätte ihre Chance vertan. Diese stellt sich als die Sängerin des Liedes heraus, und es findet ein Wechsel in der Perspektive statt. Nachdem die ersten beiden Strophen und Refrains aus der Perspektive der Freundin des Skaters erzählt wurden, wird in der Bridge und der dritten Strophe die Ballerina direkt von der Erzählerin angesprochen. Im letzten Refrain richtet sich die Erzählerin dann an den Skater. In jenem finalen Teil des Stückes singt sie nun darüber, dass sie einen gemeinsam geschriebenen Song über ein Mädchen, das er einst kannte (vermutlich ein Bruch der vierten Wand, da nahegelegt wird, es handle sich um das Lied Sk8er Boi), aufnehmen werde, während er auf der Bühne Gitarre spielt. Die Worte der Ich-Erzählerin spiegeln dabei jene der Balletttänzerin wider: beide sagen zu dem Skater „See you later, boy“, allerdings in unterschiedlichen Kontexten: einmal, um ihn abblitzen zu lassen, und einmal als vorübergehende Abschiedsgrußformel, während er ein Konzert gibt und sie das Lied im Studio aufnimmt. Sie sagt, sie würde nach der Recording Session backstage auf ihn warten.

## Musikvideo
Das Musikvideo von Sk8er Boi wurde unter der Regie von Francis Lawrence gedreht und verzeichnet bis August 2023 über 244 Millionen Aufrufe bei YouTube.

## Rezeption

### Rezensionen
Für die Musikdatenbank Allmusic war Sk8er Boi ein „grandioser Power-Pop-Aufprall“ (terrific power pop bounce).

### Preise
| Jahr | Preisverleihung                 | Auszeichnung                           | Ergebnis  |
| ---- | ------------------------------- | -------------------------------------- | --------- |
| 2003 | Grammy Awards                   | Best Female Rock Vocal Performance     | Nominiert |
| 2003 | Socan Awards                    | Best Pop Song                          | Gewonnen  |
| 2003 | MTV Video Music Awards          | Best Pop Video                         | Nominiert |
| 2003 | MuchMusic Video Awards          | People’s Choice                        | Gewonnen  |
| 2003 | Teen Choice Awards              | Choice Music Single                    | Gewonnen  |
| 2003 | Juno Awards                     | Juno Fan Choice                        | Nominiert |
| 2003 | MuchMusic Video Awards          | Best international video by a Canadian | Gewonnen  |
| 2003 | Nickelodeon Kids’ Choice Awards | Favorite Song                          | Gewonnen  |

## Kommerzieller Erfolg

### Chartplatzierungen
| ChartsChartplatzierungen       | Höchstplatzierung | Wochen |
| ------------------------------ | ----------------- | ------ |
| Deutschland (GfK)              | 18 (10 Wo.)       | 10     |
| Frankreich (SNEP)              | 28 (15 Wo.)       | 15     |
| Kanada (MC)                    | 29 (1 Wo.)        | 1      |
| Österreich (Ö3)                | 7 (17 Wo.)        | 17     |
| Schweiz (IFPI)                 | 17 (19 Wo.)       | 19     |
| Vereinigte Staaten (Billboard) | 10 (20 Wo.)       | 20     |
| Vereinigtes Königreich (OCC)   | 8 (10 Wo.)        | 10     |

| ChartsJahrescharts (2002)      | Platzierung |
| ------------------------------ | ----------- |
| Vereinigte Staaten (Billboard) | 96          |

| ChartsJahrescharts (2003) | Platzierung |
| ------------------------- | ----------- |
| Österreich (Ö3)           | 52          |

### Auszeichnungen für Musikverkäufe
| Land/Region                  | Auszeichnungen für Musikverkäufe (Land/Region, Auszeichnung, Verkäufe) | Verkäufe  |
| ---------------------------- | ---------------------------------------------------------------------- | --------- |
| Australien (ARIA)            | Platin                                                                 | 70.000    |
| Brasilien (PMB)              | Platin                                                                 | 60.000    |
| Dänemark (IFPI)              | Gold                                                                   | 45.000    |
| Deutschland (BVMI)           | Gold                                                                   | 250.000   |
| Kanada (MC)                  | 3× Platin                                                              | 240.000   |
| Neuseeland (RMNZ)            | 2× Platin                                                              | 60.000    |
| Vereinigte Staaten (RIAA)    | 3× Platin                                                              | 3.000.000 |
| Vereinigtes Königreich (BPI) | 2× Platin                                                              | 1.200.000 |
| Insgesamt                    | 2× Gold · 12× Platin ·                                                 | 4.925.000 |

Hauptartikel: Avril Lavigne/Auszeichnungen für Musikverkäufe

## Coverversionen
2021 veröffentlichte die Popsängerin Ashnikko unter dem Titel L8r Boi eine Neuinterpretation des Songs mit einem abgeänderten Text und unterlegt mit HipHop-Beats.